# Wilhelm Perring
Wilhelm Perring (* 2. September 1838 in Ampfurth, Preußen; † 24. August 1906 in Berlin) war ein deutscher Landschaftsgärtner.

## Leben

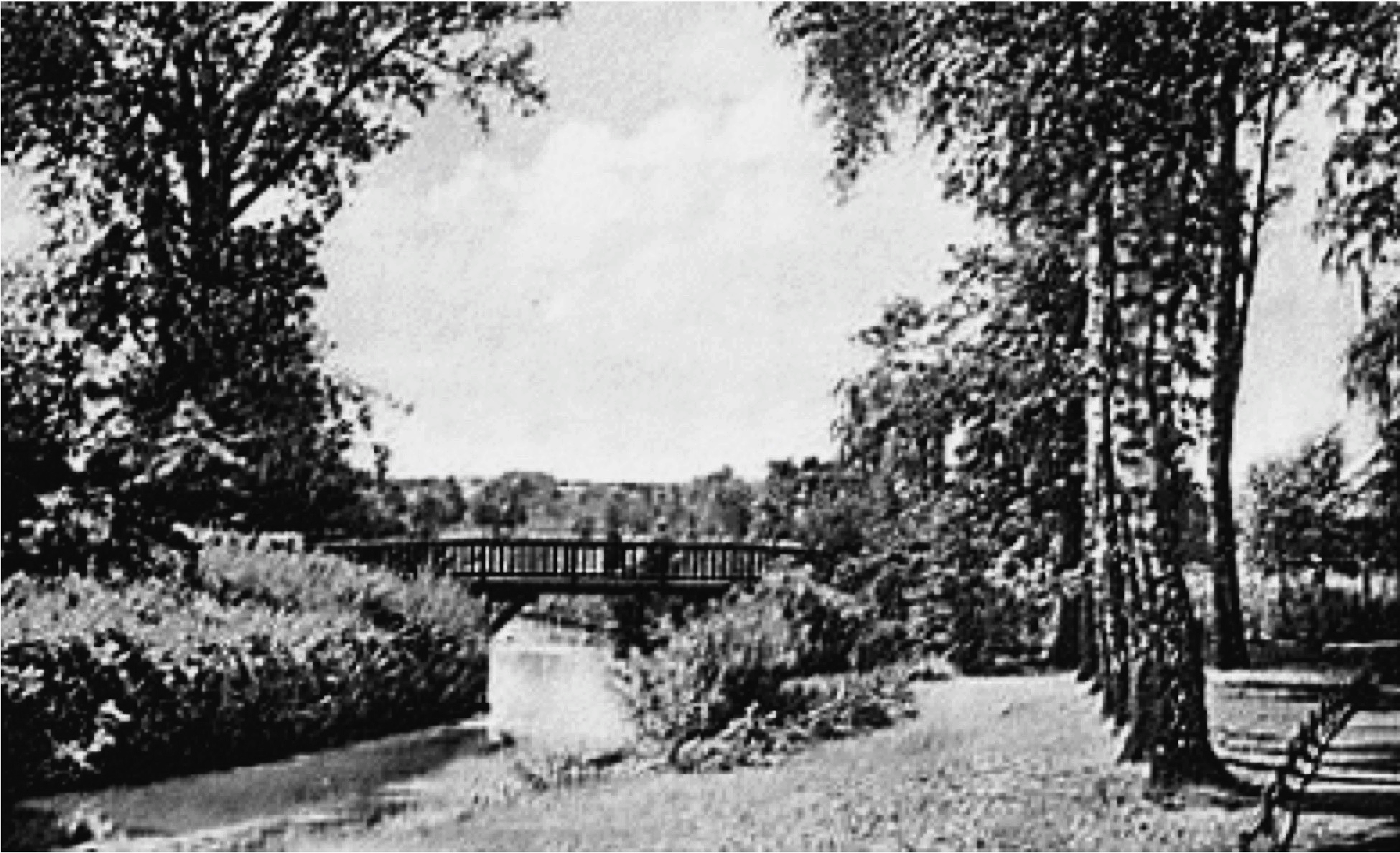
Landschaftsgarten des Hermann Killisch-Horn (1821–1886) in Pankow bei Berlin, um 1900

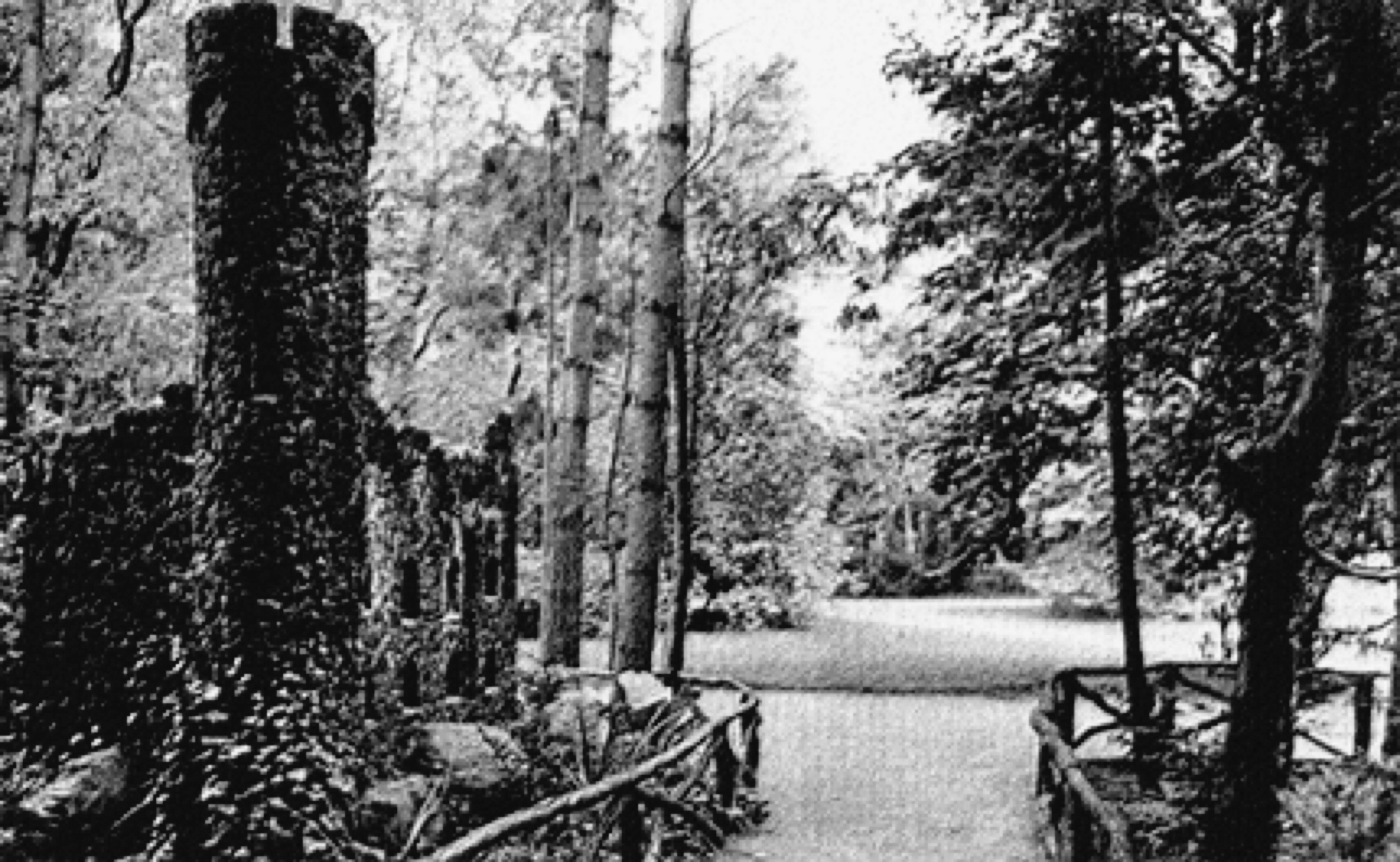
Parkweg im Killisch von Horn-Park in Pankow, um 1900

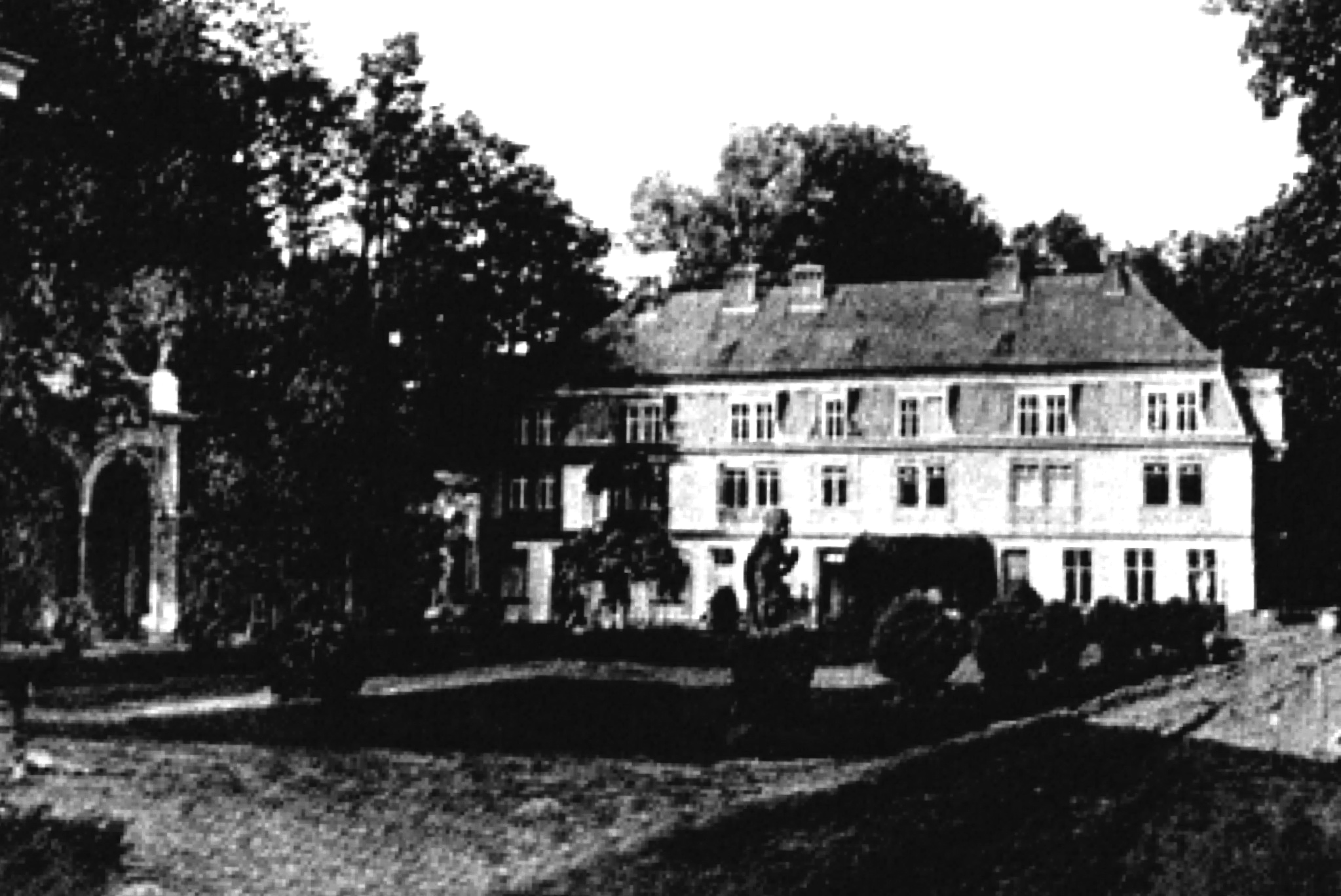
Grünanlage vor dem Herrenhaus des Killisch von Horn-Parks in Pankow, um 1900

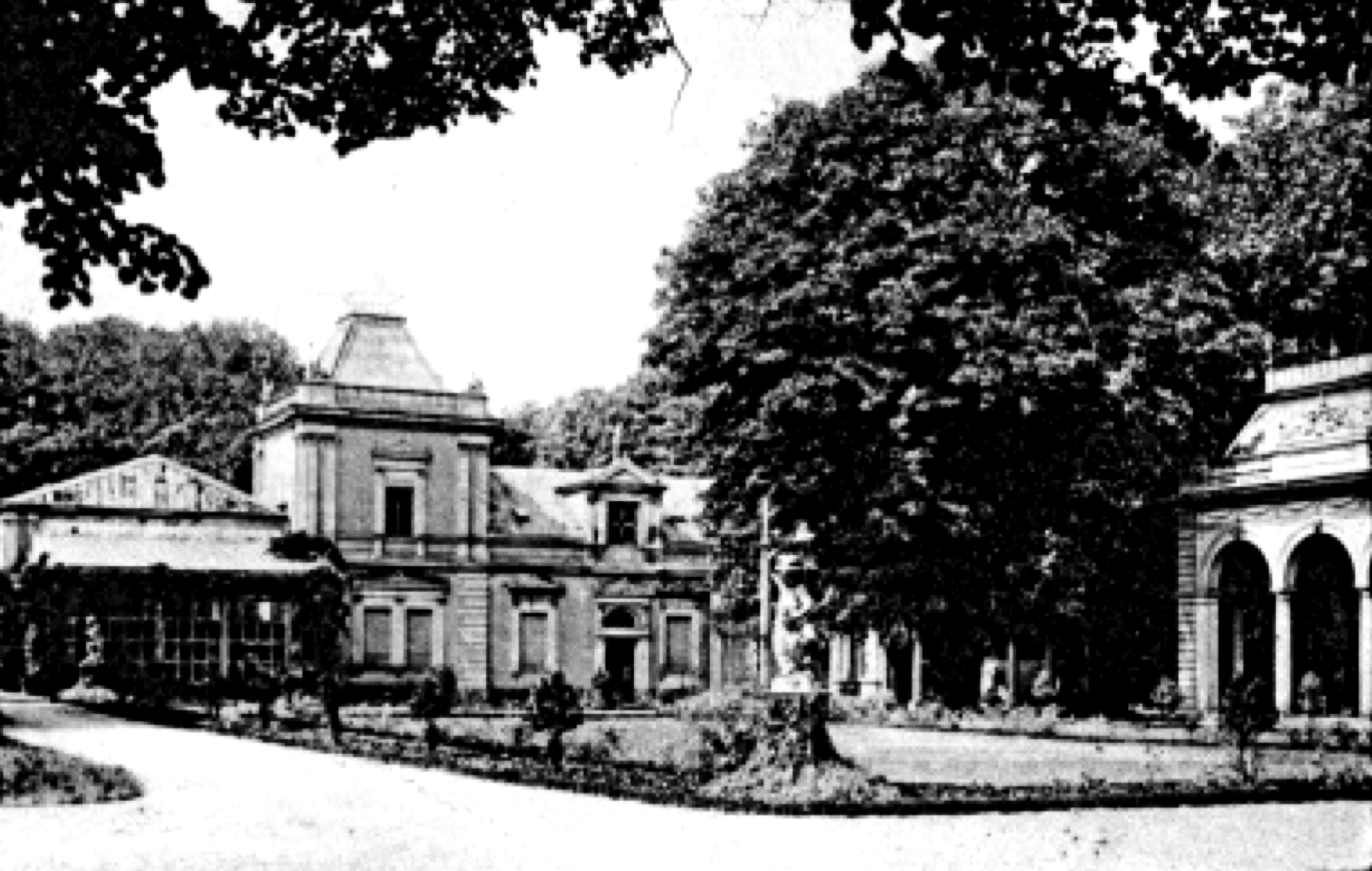
Haus des Obergärtners Wilhelm Perring im Killisch von Horn-Park in Pankow, um 1900

Nach dem Besuch der Volksschule begann Perring 1853 im Alter von 14 Jahren eine Lehre zum Gärtner im Garten des Fabrikbesitzers Wilhelm August Julius Wrede in Britz bei Berlin. Nach dem Abschluss seiner Ausbildung sorgte er für die Anlage und Pflege verschiedener privater Gärten. Im Jahr 1861 wurde er von der Gärtnerei des Oberlandgerichtsrates Augustin am Wildpark bei Potsdam angestellt. Danach wechselte er zum Botanischen Garten in Breslau. 1866 wurde er Gärtner im Königlichen Botanischen Garten zu Berlin. Im selben Jahr übernahm er eine Stelle als Obergärtner bei Kommerzienrat Leonor Reichenheim.
Im Jahr 1868 wurde Perring von dem Berliner Zeitungsunternehmer Hermann Killisch-Horn als Obergärtner angestellt, um dessen weitläufigen Landschaftsgarten in Pankow bei Berlin mitzugestalten und zu pflegen. Killisch-Horn hatte gerade weitere Ländereien erworben und das bislang 2,5 Hektar umfassende Areal auf 10 Hektar erweitert. Es gab also viel Arbeit für den 29-jährigen Gärtner.
Ein wesentliches Ziel war es, den Landschaftsgarten so anzulegen, dass sich die visuellen und olfaktorischen Eindrücke beim Begehen des Landschaftsgartens immer wieder verändern. Es war demzufolge eine abwechslungsreiche Landschaftsgestaltung gefordert, die den Baum-Altbestand und natürliche Gewässer wie die Panke mit einbezog. Die Neubepflanzung nahm darauf ebenso Rücksicht wie die Aufschüttung von Hügeln oder die Anlage von Wegen, Plätzen, Sichtachsen und Aussichtspunkten. Jede Jahreszeit fand bei den Überlegungen und Planungen Berücksichtigung. Seltene Bäume und Pflanzen wurden gezüchtet und angepflanzt. Killisch-Horn und Perring nahmen sogar an zahlreichen Ausstellungen teil, wo sie insbesondere für ihre üppigen Baumfarne gerühmt wurden. Von Reisen durch Europa brachten sie Setzlinge und Ableger mit. Die gestalterische Arbeit am Landschaftsgarten Killisch-Horns fiel positiv auf und wurde sowohl von Pankower Bürgern als auch anreisenden Besuchern besichtigt. Der Killisch von Horn-Park, wie er seinerzeit benannt war, wurde über acht Jahre von Perring mitgestaltet. Danach wandte sich Killisch-Horns Aufmerksamkeit dem Ankauf von sechs auswärtigen Rittergütern zu, die ihn von Pankow wegführten. An seinem neuen Wohnsitz, dem Rittergut Reuthen, legten Killisch-Horn und Perring ab 1874 einen noch größeren, 38 Hektar umfassenden Landschaftsgarten an. Dieser zeigt Ähnlichkeiten zum Landschaftsgarten in Pankow, verfügt über weite Wiesenflächen, Baumgruppen aus Buchen, Eichen und Kastanien sowie Freilandazaleen, einen See mit Insel, den so bezeichneten Apostelstein und ein Mausoleum, das Killisch-Horn für seine letzte Ruhe vorgesehen hatte.
Ab 1878 führte Perring das älteste Blumengeschäft Berlins in der Friedrichstraße. Während dieser Zeit nahm er auch das Amt des Universitätsgärtners der Friedrich-Wilhelm-Universität zu Berlin wahr. Im Jahr 1882 wurde Perring nach dem Tod von Carl David Bouché zum Garteninspektor und technischen Leiter des Königlichen Botanischen Gartens Berlin berufen, eine Funktion, die er fünfundzwanzig Jahre lang ausübte. Im Jahr 1901 wurde Perring durch Kaiser Wilhelm II. zum Königlichen Gartenbaudirektor ernannt und mit dem Roten Adlerorden IV. Klasse ausgezeichnet. Im Jahr seines 25-jährigen Dienstjubiläums im Königlichen Botanischen Garten starb Perring im Alter von 67 Jahren. Er wurde auf dem Gemeindefriedhof Pankow neben dem heutigen Bürgerpark, der ab 1907 aus dem früheren Killisch von Horn-Park hervorging, beigesetzt.